# Rhens
Rhens – miasto w zachodnich Niemczech, w kraju związkowym Nadrenia-Palatynat, w powiecie Mayen-Koblenz, wchodzi w skład gminy związkowej Rhein-Mosel. Do 30 czerwca 2014 siedziba gminy związkowej Rhens. Znajduje się tutaj tron królewski, przy którym organizowane były elekcje królów Niemiec.